# Макин, Геннадий Иванович
Геннадий Иванович Макин (род. 12 октября 1957, Липецк, Липецкая область, РСФСР, СССР) — заместитель губернатора Воронежской области — руководитель аппарата губернатора и правительства Воронежской области, доктор экономических наук.

## Биография
Родился 12 октября 1957 года в городе Липецк.
В 1981 году окончил Воронежский государственный педагогический институт. В 2006 году окончил экономический факультет Воронежского государственного университета. Профессор, академик Международной Академии корпоративного управления.
С 1975 по 1976 год — токарь Липецкого тракторного завода.
С 1979 по 1981 год — инструктор Воронежского обкома ВЛКСМ.
С 1981 по 1984 год — первый секретарь Новоусманского райкома ВЛКСМ Воронежской области.
С 1984 по 1986 год — секретарь парткома совхоза «Кировский» Новоусманского района Воронежской области.
С 1986 по 1987 год — директор совхоза «Рогачевский» Новоусманского района Воронежской области.
С 1987 по 1991 год — председатель исполкома Новоусманского районного Совета народных депутатов.
С 1991 по 1992 год — глава администрации Новоусманского района Воронежской области.
С 1992 по 1997 год — первый заместитель главы администрации Воронежской области.
С 1997 по 1998 год — первый заместитель Министра сельского хозяйства и продовольствия Российской Федерации — генеральный директор Федеральной продовольственной корпорации.
С 1998 по 1999 год — первый заместитель директора научно-исследовательского института экономики и организации агропромышленного комплекса Центрально-Чернозёмного региона России.
С 1999 по 2011 год — вице-президент — начальник филиала «Воронежское региональное управление» АКБ «Московский Индустриальный Банк» (ОАО).
С 3 ноября 2011 по 22 сентября 2014 года — член Совета Федерации Федерального Собрания Российской Федерации — представитель в Совете Федерации Федерального Собрания Российской Федерации от исполнительного органа государственной власти Воронежской области, заместитель председателя Комитета Совета Федерации по экономической политике.
С 23 сентября 2014 по 16 октября 2014 года — исполняющий обязанности заместителя губернатора Воронежской области — руководителя аппарата губернатора и Правительства Воронежской области.
C 17 октября 2014 по 25 декабря 2017 года — заместитель губернатора Воронежской области — руководителя аппарата губернатора и Правительства Воронежской области.
C 26 декабря 2017 года назначен временно исполняющим обязанности заместителя губернатора Воронежской области — руководителя аппарата губернатора и Правительства Воронежской области на период до избрания нового губернатора Воронежской области.
Женат, двое детей.